# A Northern Soul
Pour les articles homonymes, voir Northern soul.
Albums de The Verve
No Come Down
(1994) Urban Hymns
(1997)
Singles
On Your Own 
 20 septembre (1995)
A Northen Soul est le second album studio du groupe anglais de Britpop et de rock psychédélique The Verve. L'album est sorti aux États-Unis le 20 juin 1995 et au Royaume-Uni le 3 juillet 1995. Le titre de l'album est une référence au Northern soul, Un mouvement populaire en Grande-Bretagne des années 1960. Il est arrivé à la 13e place des charts anglaises.

## Contexte
À la suite de leur performance saluée au festival de Lollapalooza aux côtés de groupes comme Green Day et The Flaming Lips en 1994, The Verve retourna dans leur studio de Wigan pour commencer à écrire et enregistrer des chansons pour leur deuxième album studio. Parlant des conditions d'écriture et de réalisation de l'album dans leur studio, le leader du groupe Richard Ashcroft a déclaré « Pour faire ces enregistrements, nous avons composé dans notre studio de Wigan, un véritable cachot, où vous êtes dénué de toute notion de mode, de tout contact extérieur, ou de pensées telles que « C'est ce que nous devrions faire pour plaire ». Nous sommes un groupe qui va en studio et joue la musique qu'ils entendent dans leur tête plutôt que celle qu'ils lisent dans les magazines ou entendent à la télévision ».
Tom Hiney, dans le journal The Guardian en septembre 1997, a fait valoir que cette expérience au cours de cette période a été « intense et morose, mais a produit un album qui va être encore écouté dans 30 ans. »

## Composition et Genre musical
A Northern Soul est un changement de style pour le groupe, passant du rock psychédélique qui avait rythmé leurs publications de 1990 à 1994 vers un rock alternatif tendant toujours plus vers la britpop naissante (l'album est sorti en 1995, date de sortie de (What's the Story) Morning Glory? de Oasis, de The Great Escape de Blur et de Dog Man Star de Suede, trois œuvres majeures du genre). Dan Eccleston, journaliste à Guitar Magazine écrit : « le groupe s'est retiré dans leur salle à Wigan et s'est branché, toujours parfaitement, à cette espèce d'univers parallèle où la « chanson Verve » réside. Et le résultat est A Northern Soul': un enregistrement dont la profondeur, rock sombre, un peu funky, rend leur précédent album, A Storm in Heaven, presque mou par son dynamisme. L'essence reste celle de The Verve - tourbillonnants arpèges de guitare, thèmes de grand rock, structures tentaculaires - mais il fait plus chaud, la musique est plus dense et plus puissante. »
Les paroles ont pris un rôle plus important et personnel, comme Ashcroft l'explique « Chaque chanson est une Northern Soul passant par différentes émotions. J'entends ce personnage tout au long de l'album ; parfois joli, ensuite peiné, puis exalté, alors arrogant. Toutes les facettes de la personnalité de ce personnage sont la Northern Soul. C'est ce que je suis. » Il a été affirmé que de nombreuses paroles de l'album (en particulier celles de History) sont liées à la séparation de Ashcroft avec sa petite amie, et avec Ashcroft lui-même en déclarant : « Nous avons travaillé sur l'album et puis je suis allé à Londres environ trois mois pour trier certaines choses avec ma copine de l'époque. Les choses n'allaient pas si bien, et j'étais vraiment dans la merde. Pendant ces trois mois, à la fois physiquement et mentalement. Quand je suis rentré, le plus étrange, c'est que l'on jouait tous une musique qui était précisément la façon dont je me sentais. »
Dans une rétrospective de l'album, Nick Southall du Stylus a écrit : « Les chansons, telles qu'elles sont, sont longues et ont peu de structure, la production est sombre et crue, et le tempo est immuable. Il n'y a ni joie ni soulagement, seulement des turbulences qui ne pardonnent pas. Il s'agit d'une révélation traumatique de l'inutilité de l'existence humaine, un album des mentalités fracturées, le bruit de quatre jeunes gens vieillissant avant leur temps, marqués par la vie, déjà morts une fois et maintenant s'efforçant désespérément d'être vivants pour juste un moment, avant que leur inspiration ne se fane. Ces chansons sont les clés de la douleur moderne, urbaine, de l'âme tourmentée et psychédélique […] Un mur de bruit, une mer d'angoisse, un chef-d'œuvre. Sur une colline, quelque part au loin, un homme crie sa désolation au ciel et maudit sa naissance, pris de peur de ce vide qu'est le mystère de son propre corps'. »

## Sortie et Réception
| Source               | Note       |
| -------------------- | ---------- |
| Vox Magazine         | [ 8 ]      |
| The Observer         | (Négative) |
| The Independent      | (Négative) |
| Stylus               | (Positive) |
| AllMusic             | [ 12 ]     |
| Entertainment Weekly | [ 13 ]     |
| The Guardian         | [ 14 ]     |

Le groupe a une excellente opinion de l'album, ainsi le batteur Peter Salisbury déclare qu'il est « l'un des meilleurs albums de ces 10 ou 15 dernières années. Aussi bon que ceux de Nirvana ou de 'Roses. » McCabe, quant à lui, prétend que l'album contient « certaines des meilleures musiques que je n'ai jamais entendues. » L'album a été un succès mitigé lors de sa sortie, atteignant la 13e position des charts du Royaume-Uni. Cependant, au cours des années suivantes, l'album a eu plus de succès, et ainsi en 1998, les lecteurs de Q Magazine votèrent l'album comme 53e meilleur album de tous les temps, et le magazine NME le classa dans le même vote comme le 28e meilleur album de tous les temps en 2003 et le 13e meilleur album britannique de tous les temps en 2006.

## Liste des titres
| No  | Titre                | Durée |
| --- | -------------------- | ----- |
| 1.  | A New Decade         | 4:11  |
| 2.  | This Is Music        | 3:35  |
| 3.  | On Your Own          | 3:33  |
| 4.  | So It Goes           | 6:11  |
| 5.  | A Northern Soul      | 6:32  |
| 6.  | Brainstorm Interlude | 5:11  |
| 7.  | Drive You Home       | 6:41  |
| 8.  | History              | 5:26  |
| 9.  | No Knock on My Door  | 5:11  |
| 10. | Life's an Ocean      | 5:43  |
| 11. | Stormy Clouds        | 5:34  |
| 12. | Reprise              | 6:11  |

- Richard Ashcroft a dédicacé la 5e piste à Noel Gallagher, l'ex-chanteur et guitariste de Oasis, qui lui avait dédicacé la même année sur le second album du groupe  (What's the Story) Morning Glory? la chanson Cast No Shadow, avec la mention « dedicated to the genius of Richard Ashcroft ».